# Poliedro flexible

Poliedro de Steffen, el poliedro flexible no autocruzante más simple posible

En geometría, un poliedro flexible es un poliedro (más precisamente, una superficie poliédrica que carece de algunas caras en su contorno exterior), cuya forma se puede cambiar continuamente sin alterar la forma de ninguna de sus caras. El teorema de rigidez de Cauchy demuestra que en la dimensión 3 dicho poliedro no puede ser convexo (esto también es cierto en dimensiones superiores).
Los primeros ejemplos de poliedros flexibles, ahora llamados octaedros de Bricard, fueron descubiertos por Bricard (1897). Son superficies auto-intersecadas isométricas con respecto a un octaedro. El primer ejemplo de una superficie flexible que no se interseca a sí misma en {\displaystyle \mathbb {R} ^{3}}, la esfera de Connelly, fue descubierta por Connelly (1977). El poliedro de Steffen es otro ejemplo de poliedro flexible que no se auto-interseca derivado del octaedro de Bricard.

## Conjetura de los fuelles
A finales de la década de 1970, Connelly y Dennis Sullivan formularon la conjetura de los fuelles, afirmando que el volumen de un poliedro flexible es invariante bajo flexión. Esta conjetura fue probada para poliedros homeomorfos a una esfera por Sabitov (1995)  usando teoría de eliminación, y luego fue probado para superficies poliédricas bidimensionales orientables generales por Connelly (1997). La prueba extiende la fórmula de Piero della Francesca para el volumen de un tetraedro a una fórmula para el volumen de cualquier poliedro. La fórmula extendida muestra que el volumen debe ser una raíz de un polinomio cuyos coeficientes dependen solo de las longitudes de las aristas del poliedro. Dado que las longitudes de los bordes no pueden cambiar a medida que se flexiona el poliedro, el volumen debe permanecer en una de las finitas raíces del polinomio, en lugar de cambiar continuamente.

## Seccionamiento congruente
Connelly conjeturó que el invariante de Dehn de un poliedro flexible se mantiene invariante bajo flexión. Esto se conoció como la conjetura de los fuelles fuerte o (después de que se probó en 2018) el teorema de los fuelles fuerte.
La curvatura media total de un poliedro flexible, definida como la suma de los productos de las longitudes de las aristas por sus ángulos diedros exteriores, es una función del invariante de Dehn que también se sabe que permanece constante mientras un poliedro se flexiona.

## Generalizaciones
Los polícoros flexibles en el espacio euclidiano de 4 dimensiones y el espacio hiperbólico de 3 dimensiones fueron estudiados por Stachel (2000).Gaifullin (2014) construyó politopos flexibles en {\displaystyle n\geq 5} dimensiones.

## Ejemplos

Octaedro de Bricard flexible del primer tipo
Octaedro de Bricard flexible del segundo tipo
Poliedro de Steffen flexible
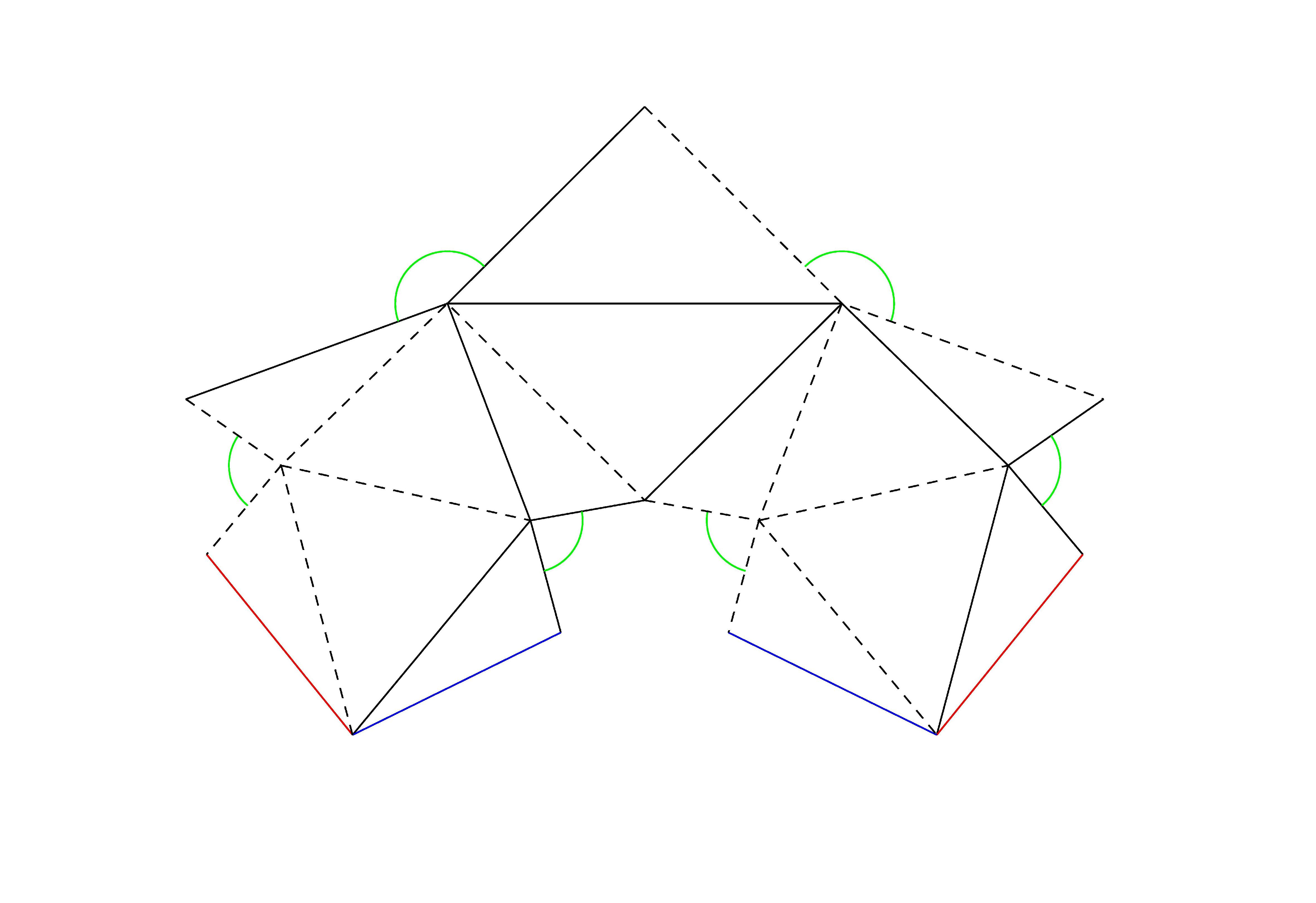
Desplegable del politopo de Steffen